# Frunzenski rajon
Frunzenski rajon (ryska: Фрунзенский район, vitryska: Фрунзенскі раён) är en rajon i Minsk, Belarus. Den är uppkallad efter Michail Frunze och är den största av de nio distrikt som Minsk består av. Distriktet har funnits sedan 1951 och med dess nuvarande gränser sedan 1977. Det har en yta på 43 km2.